# Pro-cathédrale Saint-Jean-Baptiste de Calvi
Cette ancienne cathédrale n’est pas la seule cathédrale Saint-Jean-Baptiste.
La pro-cathédrale Saint-Jean-Baptiste de Calvi est une ancienne cathédrale catholique romaine située à Calvi dans le département de la Haute-Corse. Elle a été le siège du diocèse de Sagone entre 1576 et 1802, date de sa suppression et de son rattachement au diocèse d'Ajaccio.

## Présentation

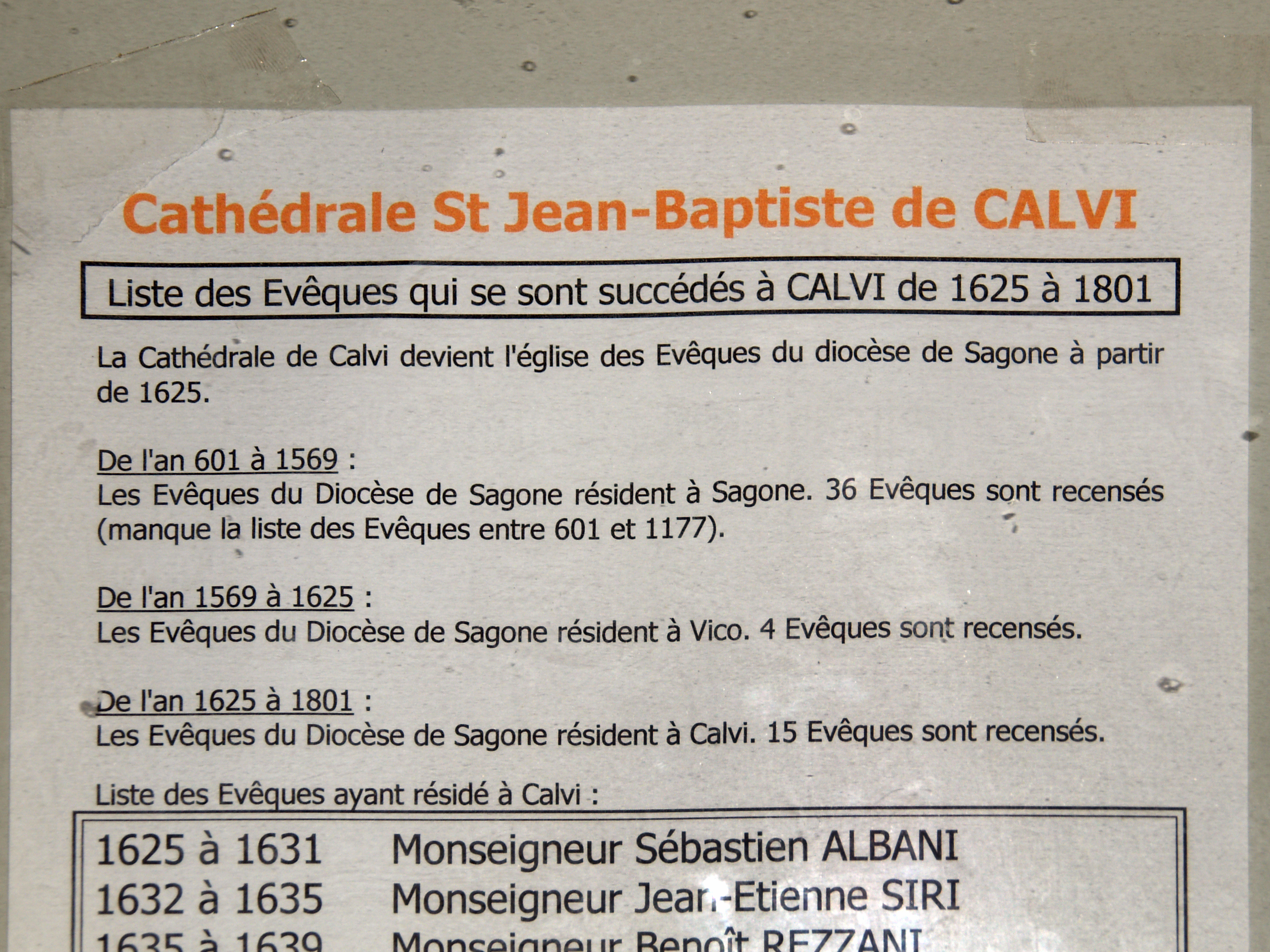
Liste des évêques de Calvi.

Située dans la citadelle et construite à l'origine, au XIIIe siècle, l'église a été reconstruite en 1570, après une destruction partielle, dans un style baroque classique. Elle devint pro-cathédrale en 1576 grâce au pape Grégoire XIII, quand les évêques de Sagone y établirent leur résidence. 
C'est de la cathédrale Saint-Jean-Baptiste que démarrent toutes les processions de la Semaine sainte calvaise. Le mercredi saint Notre-Dame du Rosaire est revêtue de sa robe bleue et le vendredi saint, de sa robe noire. Le jour de Pâques, elle prend sa riche robe de brocart. Quant au Christ des Miracles, ce n'est qu'en cas de calamité qu'il est solennellement porté en procession.
L'édifice religieux fait l’objet d’un classement au titre des monuments historiques depuis le 10 août 1920.

## Architecture

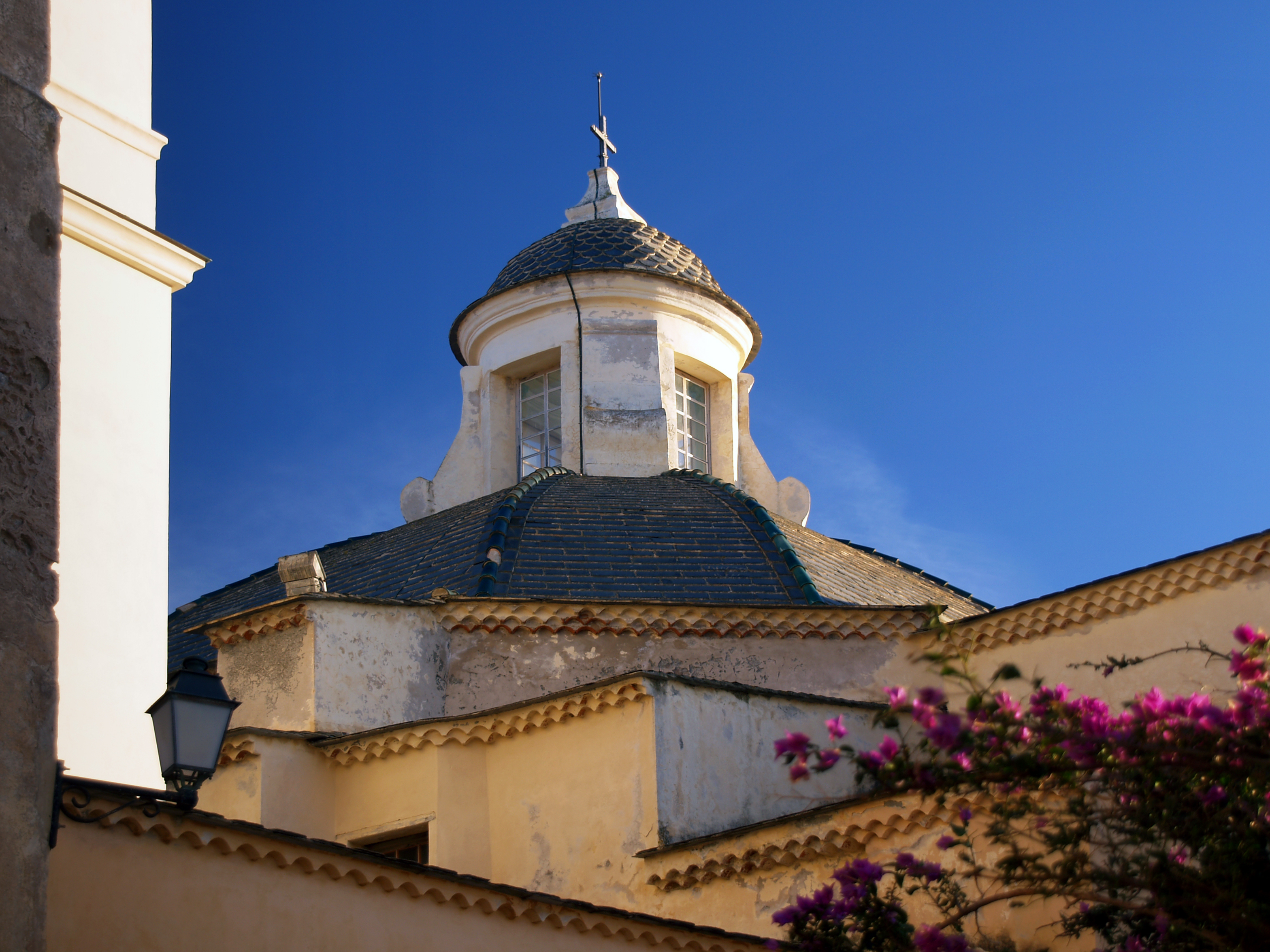
Le lanternon de l'église Saint-Jean-Baptiste.

La cathédrale Saint-Jean-Baptiste à Calvi, est de style « baroque corse ». Quelque peu transformée en fortin, l'église présente seulement sa partie sud-est et sa façade occidentale. Celle-ci n'est percée que d'un unique portail.
L'église est conçue sur la forme d'une croix grecque, la nef prolongée à l'est par le chœur où trône le maître-autel ; la nef principale, flanquée de deux bas-côtés, et le chœur sont séparés par une balustrade. Deux autels secondaires l'encadrent dans des chapelles latérales. La chapelle de droite est dédiée au Christ Noir des Miracles, et celle de gauche à Notre-Dame du Rosaire.
Elle est dotée d'une coupole ronde, de base circulaire, surmontée d'un lanternon cylindrique renforcé par quatre volutes rampantes accolées, percé entre chaque volute de quatre petites fenêtres rectangulaires qui dispensent une douce clarté sur les décors intérieurs. La couverture de la coupole et de son lanternon de belle taille, est faite de tuiles en écaille vernissées.

## Intérieur

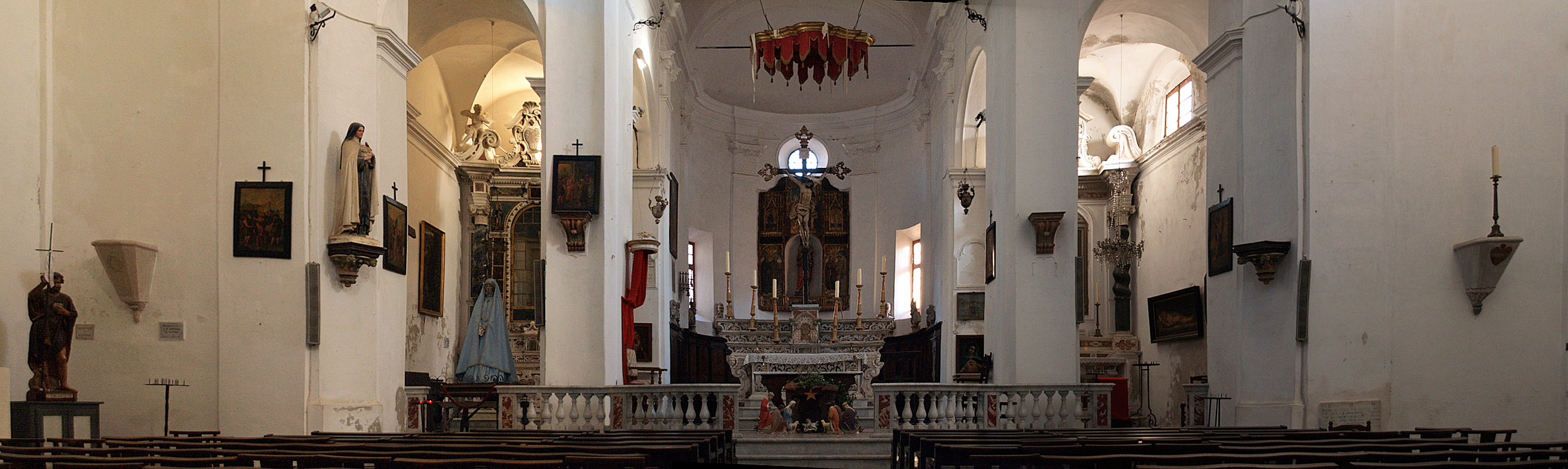
Intérieur de la cathédrale Saint-Jean-Baptiste.

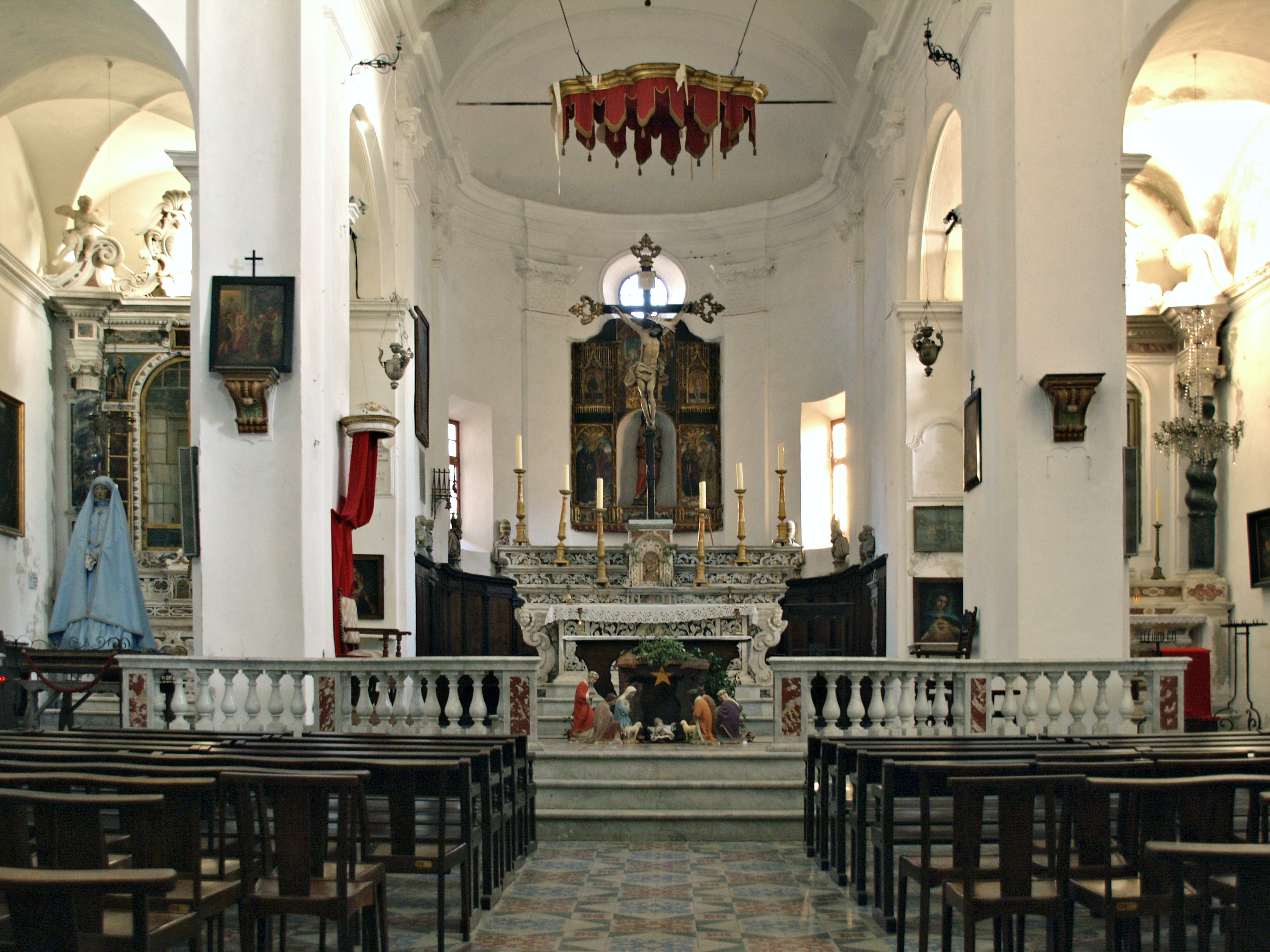
Chœur de la cathédrale Saint-Jean-Baptiste.

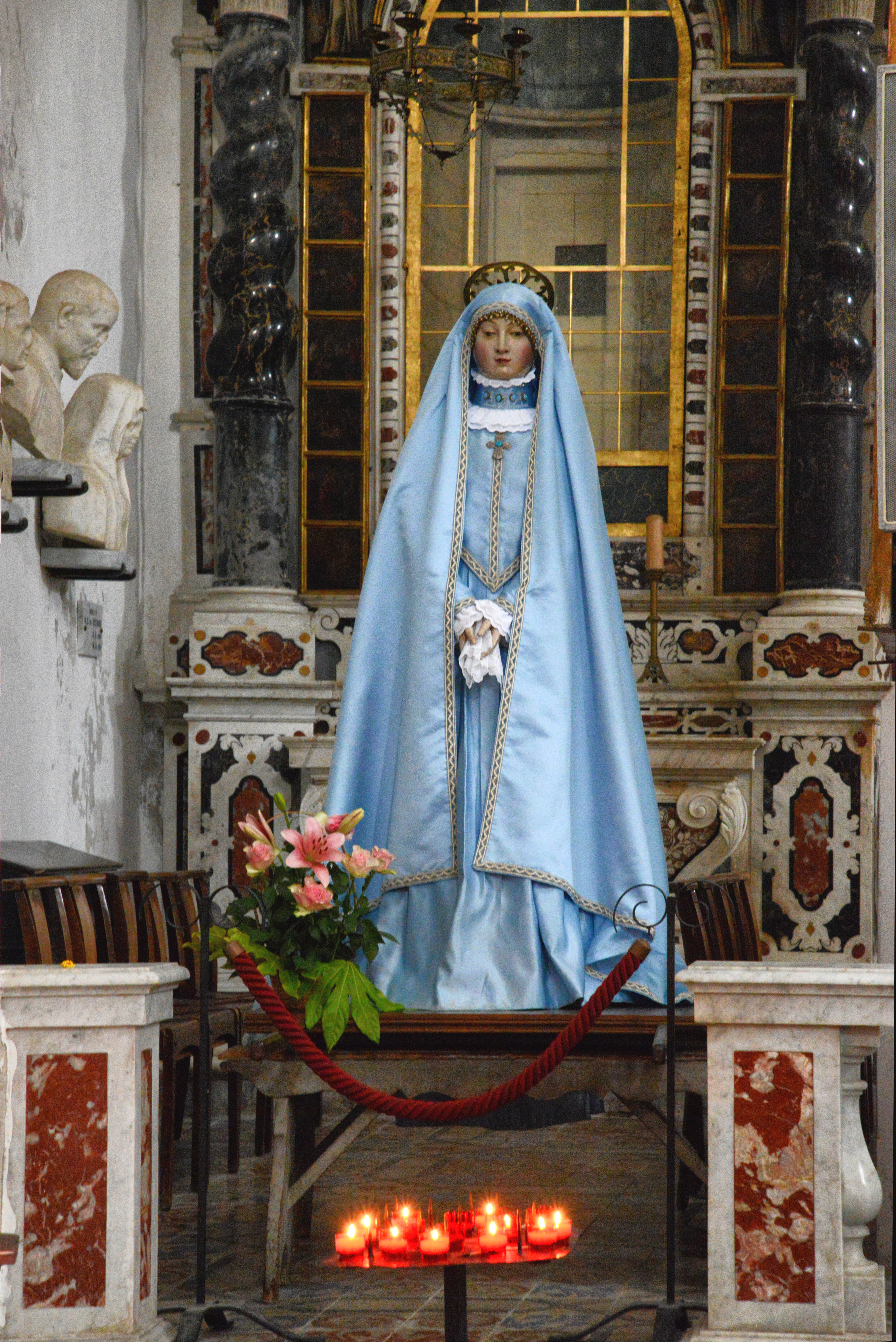
Statue de procession Vierge à l'Enfant dite « Vierge du Rosaire ».

L'intérieur, tout de blanc, est richement décoré. Le maître-autel est en marbre polychrome, les autels des chapelles latérales sont en marbre. Dans chacune d'elles, se trouvent une niche vitrée dans laquelle est placée une statue de facture italienne, à droite du maître-autel, la statue du Christ Noir des Miracles, et à gauche, celle en bois de la Vierge Marie. Cette dernière a été donnée au XVIe siècle par J.-B. Martire, un Calvais au service de l'Espagne et, qui, lui s'était enrichi au Pérou. 
L'église Saint-Jean-Baptiste comporte de nombreuses œuvres d'art, toutes propriété de la commune et classées Monument historique :
- la Crucifixion, l'Annonciation, grand triptyque sur bois dû au peintre génois Barbagelata (1498)[2],[Note 3] ;
- fonts baptismaux (vasque baptismale) de 1443[3] ;
- fonts baptismaux de 1568, en marbre blanc taillé[4] ;
- croix (crucifix) Le Christ Noir (ou Christ des Miracles), avec la statue du Christ en ébène datant du XVe siècle. Conduite pour la première fois en procession en 1555, alors que la ville était assiégée ; à la fin des prières, les assaillants auraient miraculeusement levé le siège[5]. Le 15 mars 2020, afin de conjurer la pandémie de covid-19, quelques confrères de Saint Antoine et de Saint Erasme, accompagnés de l'archiprêtre de Calvi, ont sorti la statue de la cathédrale pour la porter en procession jusqu'au bord des remparts de la citadelle afin qu’elle soit visible de toute la population de la Haute et de la Basse ville ;
- statue Vierge à l'Enfant dite Vierge du Rosaire ou de Notre-Dame du Rosaire (XVIe siècle), portée en procession durant la Semaine sainte[6] ;
- chaire à prêcher en chêne sculpté, évoquant Jean le Baptiste et les évangélistes, du XVIIIe siècle[7] ;
- maître-autel, gradins, tabernacle en marbre polychrome, du XVIIe siècle[8] ;
- armoire aux saintes huiles du XVIe siècle[9] ;
- tabernacle en bois taillé, du XVIIe siècle[10] ;
- bénitier du XVIe siècle[11] ;
- autel d'une chapelle latérale en marbre, du XVIIe siècle[12] ;
- orgue de tribune[13] ;
- partie instrumentale de l'orgue de tribune[14] ;
- chemin de croix[15] ;
- chasuble, étole et manipule en soie verte damassée avec des galons d'or[16] ;
- chasuble, étole et manipule du XVIIIe siècle[17] ;
- chasuble du XVIIe siècle[18] ;
- chasuble du XVIIIe siècle, présentant les armes d'un évêque[19] ;
- chasuble, 2 dalmatiques des XVIe et XVIIe siècles[20] ;
- chasuble et étole des XVIIe et XVIIIe siècles[21] ;
- chasuble présentant les armes de la communauté de Calvi, des XVIe et XVIIe siècles[22] ;
- chape en soie brodée des XVIe et XVIIe siècles[23] ;
- 2 dalmatiques présentant des armoiries sur soie rouge, du XVIIIe siècle[24] ;
- antependium Saint Jean-Baptiste, toile peinte du début XVIIIe siècle[25] ;
- antependium Vierge à l'Enfant, toile peinte du début XVIIIe siècle[26] ;
- antependium Christ en croix, toile peinte du début XVIIIe siècle[27] ;
- statuette de Saint François[28] ;
- sculpture Christ en croix du XVe siècle (?)[29] ;
- sculpture Christ en croix en bois peint du XVIIIe siècle[30] ;
- tableau La Vierge à l'Enfant entourée de saint Antoine de Padoue, de saint Antoine ermite, de saint Michel, de saint François-Xavier du XVIIe siècle[31] ;
- tableau La Misère de Job du XVIIe siècle[32] ;
- tableau La Vierge au rosaire du XVIIe siècle[33].